# Tituly a vyznamenání Viktora Kulikova

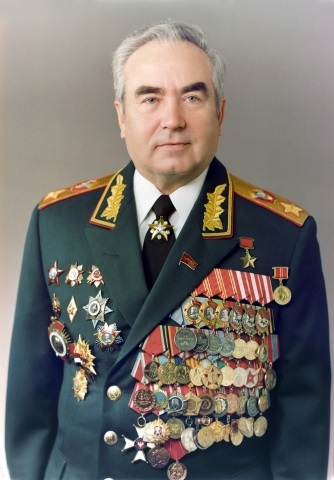
Viktor Kulikov ve vojenské uniformě s řadou řádů a medailí

Viktor Georgijevič Kulikov, maršál Sovětského svazu, obdržel během svého života řadu sovětských i zahraničních civilních i vojenských řádů a medailí.

## Vojenské hodnosti
- 17. února 1951: plukovník
- 18. února 1958: generálmajor
- 16. června 1965: generálporučík
- 4. května 1967: generálplukovník
- 29. dubna 1970: armádní generál
- 14. ledna 1977: maršál Sovětského svazu

## Vyznamenání

### Sovětská vyznamenání

#### Čestné tituly
- Hrdina Sovětského svazu – 3. července 1981 – za velký přínos k výstavbě ozbrojených sil SSSR, zručné vedení vojsk, osobní odvahu a statečnost projevené v boji proti nacistickým útočníkům během Velké vlastenecké války a v souvislosti s jeho 60. narozeninami[1]

#### Řády
- Leninův řád – 2. července 1971, 21. února 1978, 3. července 1981 a 19. února 1988
- Řád rudého praporu – 26. října 1943, 20. července 1944 a 22. února 1968
- Řád vlastenecké války I. třídy – 7. září 1943, 12. května 1945 a 6. dubna 1985
- Řád rudé hvězdy – 26. října 1955
- Řád za službu vlasti v ozbrojených silách III. třídy – 30. dubna 1975

#### Medaile
- Medaile za odvahu
- Medaile Za bojové zásluhy
- Medaile 100. výročí narození Vladimira Iljiče Lenina
- Medaile Za zásluhy při obraně státní hranice SSSR
- Medaile Za obranu Moskvy
- Medaile Za obranu Stalingradu
- Medaile za vítězství nad Německem ve Velké vlastenecké válce 1941–1945
- Jubilejní medaile 20. výročí vítězství ve Velké vlastenecké válce 1941–1945
- Jubilejní medaile 30. výročí vítězství ve Velké vlastenecké válce 1941–1945
- Jubilejní medaile 40. výročí vítězství ve Velké vlastenecké válce 1941–1945
- Jubilejní medaile 50. výročí vítězství ve Velké vlastenecké válce 1941–1945
- Jubilejní medaile 60. výročí vítězství ve Velké vlastenecké válce 1941–1945
- Jubilejní medaile 65. výročí vítězství ve Velké vlastenecké válce 1941–1945
- Medaile Veterán ozbrojených sil SSSR
- Medaile Za upevňování bojového přátelství
- Medaile 30. výročí sovětské armády a námořnictva
- Medaile 40. výročí Ozbrojených sil SSSR
- Medaile 50. výročí Ozbrojených sil SSSR
- Medaile 60. výročí Ozbrojených sil SSSR
- Medaile 70. výročí Ozbrojených sil SSSR
- Pamětní medaile 800. výročí Moskvy
- Medaile Za bezchybnou službu I. třídy

### Ruská vyznamenání
- Řád Za zásluhy o vlast II. třídy – 10. července 2001 – za jeho velký přínos k posílení obrany země a aktivní legislativní činnost
- Řád Za zásluhy o vlast III. třídy – 3. července 1996 – za služby státu a za velký osobní přínos k rozvoji a reformě ozbrojených sil Ruské federace
- Řád Za zásluhy o vlast IV. třídy – 23. července 2011 – za zásluhy o posílení obranné schopnosti země a mnoho let aktivní sociální činnosti
- Vojenský záslužný řád
- Řád cti – 5. července 2006 – za zásluhy o posílení obranných schopností země a skvělou práci na vlasteneckém vzdělávání mládeže
- Pamětní medaile 850. výročí Moskvy

### Zahraniční vyznamenání
- Bulharsko
  -  Řád Georgiho Dimitrova – 1984
  -  Řád Bulharské lidové republiky I. třídy – 1974
- Československo
  -  Řád Vítězného února – 1985
- Kuba
  -  Řád Playa Girón – 2006[2]
- Maďarsko
  -  Řád praporu Maďarské lidové republiky
  - Řád rudé hvězdy
- Mongolsko
  -  Süchbátarův řád – 1981
- Peru
  - Vojenský záslužný řád I. třídy – 1972
- Polsko
  -  komtur Řádu znovuzrozeného Polska – 1973
- Rumunsko
  -  Řád 23. srpna – 1974
- Východní Německo
  -  Vlastenecký záslužný řád I. třídy – 1981
  -  Řád hvězdy přátelství národů I. třídy – 1985
  -  Scharnhorstův řád – 1972, 1986 a 1987
  -  Vojenský řád Za službu lidu a vlasti – 1970